# 6249 Jennifer
6249 Jennifer eller 1991 JF1 är en asteroid i huvudbältet som upptäcktes 7 maj 1991 av den amerikanske astronomen Eleanor F. Helin vid Palomar-observatoriet. Den är uppkallad efter den amerikanska skådespelerskan Jennifer Jones.
Den tillhör asteroidgruppen Hungaria.